# Лурейские пещеры

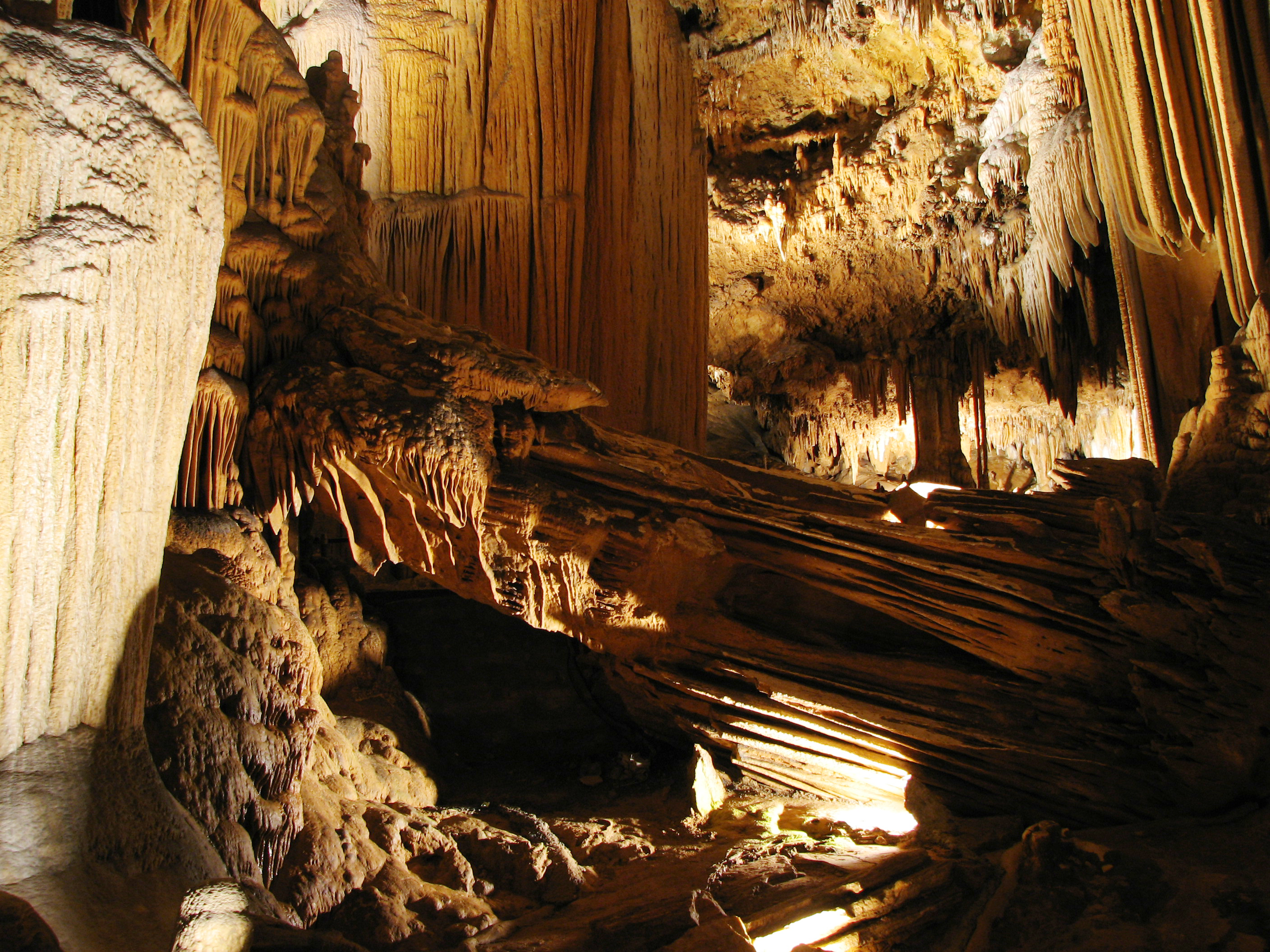

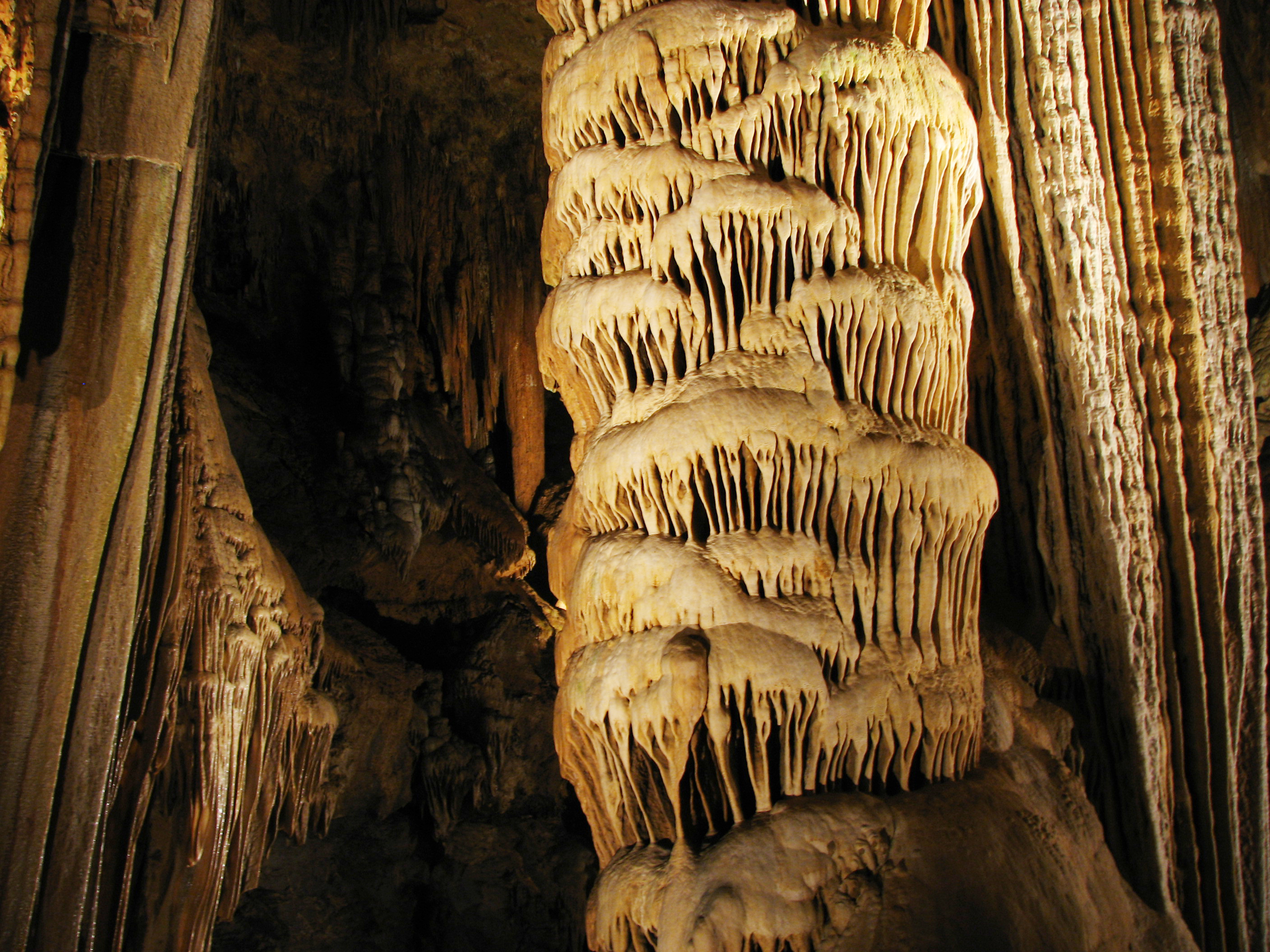

Лурейские пещеры — карстовая пещерная система в штате Вирджиния (США). Пещеры находятся в окрестностях городка Лурей.
Сталактитово-сталагмитовым образованиям пещер около 7 млн лет. Они геологически активно растущие, один кубический сантиметр отложений нарастает за семь с половиной лет.

## История
Пещеры были обнаружены 13 августа 1878 года. Начиная с момента открытия, их постоянно посещают туристы. В 1974 году объявлены природным памятником национального значения.
Являются самыми посещаемыми пещерами США к востоку от Миссисипи — за год их посещает до полумиллиона человек. Лурейские пещеры причисляют к коммерческим, приносящим значительную прибыль.